# Long Hưng, Văn Giang
Long Hưng là một xã thuộc huyện Văn Giang, tỉnh Hưng Yên, Việt Nam.

## Địa lý
Xã Long Hưng nằm vị trí trung tâm huyện Văn Giang, có vị trí địa lý:
- Phía đông giáp xã Nghĩa Trụ và xã Tân Tiến
- Phía tây giáp thị trấn Văn Giang và xã Liên Nghĩa
- Phía nam giáp xã Liên Nghĩa và xã Tân Tiến
- Phía bắc giáp xã Cửu Cao và xã Nghĩa Trụ.

Xã Long Hưng có diện tích 8,46 km², dân số năm 2019 là 13.867 người, mật độ dân số đạt 1.639 người/km².

## Hành chính
Xã Long Hưng được chia thành 7 thôn: Như Lân, Như Phượng Thượng, Như Phượng Hạ, Ngọc Bộ, Nhân Vực, Sở Đông, Lại Ốc.

## Lịch sử
Trước đây, Long Hưng là một xã thuộc huyện Châu Giang cũ.
Ngày 24 tháng 7 năm 1999, Chính phủ ban hành Nghị định 60/1999/NĐ-CP về việc chia huyện Châu Giang thành 2 huyện Khoái Châu và Văn Giang. Xã Long Hưng trực thuộc huyện Văn Giang.

## Kinh tế
Long Hưng là một xã phát triển cả về nông nghiệp, dịch vụ, thương nghiệp. Về nông nghiệp, phần diện tích đất canh tác thuộc các thôn ở phía đông xã là trồng lúa hai vụ, phần diện tích phía tây xã là trồng ổi, cam, cây ăn quả, rau màu... Một số diện tích chuyển đổi sang trồng quất cảnh, trồng nấm làm thuốc và nấm ăn. Ngoài sản xuất nông nghiệp một số thôn như Như Lân, Như Phượng... có nghề buôn bán nông sản, rau củ, quả tại một số nơi ở Hà Nội. Nghề vận tải hàng hóa, nông sản cũng phát triển ở một số hộ cá thể ở các thôn gần ĐH24. Bộ mặt nông thôn, hạ tầng dân sinh thay đổi mạnh mẽ, nhà cửa cao tầng kiên cố khang trang. Các trục đường được trải nhựa phẳng phiu, ngoài đi lại thuận tiện dễ dàng còn làm tăng vẻ đẹp, sạch sẽ cho các thôn xóm trong xã.

## Văn hóa
Xã Long Hưng có nhiều di tích trong đó tiêu biểu là di tích đình Như Phượng Hạ và di tích đình Ngọc Bộ. Đây là hai di tích thờ thành hoàng làng của hai thôn và đều được Bộ Văn hóa Thể thể thao và Du lịch công nhận là di tích cấp quốc gia về kiến trúc và nghệ thuật.

## Giao thông
Xã Long Hưng có rất nhiều tuyến giao thông quan trọng kết nối tới nhiều địa phương. Các tuyến, hệ thống giao thông chính ở xã Long Hưng:
- Đường cao tốc Hà Nội - Hải Phòng (đường 5B)
- Tỉnh lộ 179: nối dốc Lời (Gia Lâm) với tỉnh lộ 378 tại dốc Văn Giang
- Tỉnh lộ 379: nối từ vành đai 3 ở xã Đông Dư, huyện Gia Lâm, thành phố Hà Nội đến quốc lộ 39 ở xã Dân Tiến, huyện Khoái Châu
- Tỉnh lộ 377: nối Văn Giang xuống Khoái Châu, Kim Động và Ân Thi
- Đường Long Hưng - ngã tư Chợ Đường Cái, xã Trưng Trắc, huyện Văn Lâm (ĐH17)
- Đường ngã ba Long Hưng - Từ Hồ, xã Yên Phú, huyện Yên Mỹ (ĐH24)
- Hệ thống xe buýt: tuyến 47B.